# Szkoła Podstawowa im. Kardynała Stefana Wyszyńskiego w Wólce Pełkińskiej
Szkoła Podstawowa im. Kardynała Stefana Wyszyńskiego w Wólce Pełkińskiej – szkoła o charakterze podstawowym w Wólce Pełkińskiej.

## Historia
Szkoła trywialna została założona w 1868 roku przez Jerzego księcia Czartoryskiego w budynku zbudowanym w 1868 roku, pierwszym nauczycielem został Michal Głogowski. Przydatnym archiwalnym źródłem do poznania dziejów szkolnictwa w Galicji są austriackie Szematyzmy Galicji i Lodomerii, które podają wykaz szkół ludowych wraz z nazwiskami ich nauczycieli. Szkoły na wsiach były tylko męskie, dopiero od 1890 roku były mieszane (koedukacyjne). 7 czerwca 1874 roku reskryptem Rady szkolnej krajowej szkoła była zorganizowana jako publiczna. 
Od 1904 roku szkoła posiadała nauczycieli pomocniczych, którymi byli: Eustachy Nowosad (1904–1905), Jan Kalinowski (1905–1906), Dymitr Terebeniec (1906–1907), Antoni Witkowicz (1907–1908), Teofil Lihaczewski (1908–1912), Lihaczewska z Zająców Maria (1912–1914?).
W 1910 roku z fundacji Czartoryskich zbudowano murowany budynek szkolny, a w 1970 roku po przeciwnej stronie drogi zbudowano następny budynek szkolny. W 1989 roku rozpoczęto budowę nowoczesnej szkoły, która w 1994 roku została oddana do użytku i poświęcona przez arcybiskupa Józefa Michalika.
W 1998 roku szkoła otrzymała imię Kardynała Stefana Wyszyńskiego. W 1999 roku na mocy reformy oświaty zorganizono 6-letnią szkołę podstawową i 3-letnie gimnazjum. W 2017 roku na mocy reformy oświaty przywrócono 8-letnią szkołę podstawową.
Kierownicy szkoły
| 1867–1868. Michał Głogowski. 1868–1876. Jan Kmicikiewicz. 1876–1887. ks. Józef Lewicki. | 1887–1902. Rozalia Mitlicka. 1902–1929. Antoni Wrześniowski. 1930–1948(?). Stanisław Śmielowski. 1948– ?. Tadeusz Mazepa. |